# Microcaecilia albiceps
Espèce
Synonymes
- Dermophis albiceps Boulenger, 1882

Statut de conservation UICN

 LC  : Préoccupation mineure
Microcaecilia albiceps est une espèce de gymnophiones de la famille des Siphonopidae.

## Répartition
Cette espèce se rencontre entre 300 et 800 m d'altitude sur le versant amazonien de la cordillère Orientale :
- en Colombie dans les départements de Caquetá et de Meta ;
- en Équateur dans la province de Napo.

## Publication originale
- Boulenger, 1882 : Catalogue of the Batrachia Gradientia s. Caudata and Batrachia Apoda in the collection of the British Museum, ed. 2, p. 1-127 (texte intégral).